# Линейно-квадратическая модель
Линейно-квадратическая модель (LQ-модель) и линейно-квадратическое уравнение часто используются в радиобиологии для описания кривых выживаемости и количественной оценки радиационного поражения.
Модель описывает выживаемость клеток следующей формулой:
-ln(S)= αD + βD2,
где S — выживаемость клеток, D — доза излучения.
Значения параметров α и β определяются по кривым выживаемости стволовых клеток. Определить величину этих параметров отдельно для клеток в составе ткани невозможно, но возможна оценка отношения α/β при равноэффективных режимах. Отношение α/β измеряется в Гр и численно соответствует дозе, при которой линейная функция, характеризующая гибель клеток αD, эквивалентна квадратичной βD2.
Эта модель адекватно описывает реакции клеток на облучение в дозах, не превышающих 5-6 Грей. При более высоких дозах выживаемость клеток лучше описывается другими математическими моделями, например, кубической моделью.